# Carinefferia aper
Carinefferia aper là một loài ruồi trong họ Asilidae. Carinefferia aper được Walker miêu tả năm 1855.